# Список найбільш продаваних автомобілів світу 2012
Двадцять найбільш продаваних автомобілів за підсумками 12 місяців 2012 року.
| Модель                                                                 | Фото |
| ---------------------------------------------------------------------- | ---- |
| 1. Toyota Corolla продано: 1,097,132 автомобілів                       |      |
| 2. Ford Focus продано: 1,036,683 автомобілів                           |      |
| 3. Hyundai Elantra‎ продано: 829,192 автомобілів                        |      |
| 4. Toyota Camry продано: 797,466 автомобілів                           |      |
| 5. Ford F-series продано: 785,028 автомобілів                          |      |
| 6. Chevrolet Cruze продано: 784,014 автомобілів                        |      |
| 7. Volkswagen Passat/Magotan продано: 782,694 автомобілів              |      |
| 8. Nissan Tiida/Versa/Sunny продано: 774,846 автомобілів               |      |
| 9. Volkswagen Golf продано: 750,466 автомобілів                        |      |
| 10. Ford Fiesta продано: 742,037 автомобілів                           |      |
| 11. Volkswagen Polo/Vento продано: 733,678 автомобілів                 |      |
| 12. Toyota Yaris/Vitz/Vios продано: 708,619 автомобілів                |      |
| 13. Hyundai Accent продано: 683,871 автомобілів                        |      |
| 14. Honda Civic продано: 656,164 автомобілів                           |      |
| 15. Toyota Hilux‎ продано: 637,706 автомобілів                          |      |
| 16. Honda CR-V продано: 635,256 автомобілів                            |      |
| 17. Opel Astra/Buick Excelle XT/GT/Verano продано: 554,937 автомобілів |      |
| 18. Volkswagen Jetta/Bora/Clasico/Sagitar продано: 552,937 автомобілів |      |
| 19. Suzuki Swift/Dzire‎ продано: 532,724 автомобілів                    |      |
| 20. Wuling Sunshine‎ продано: 532,724 автомобілів                       |      |
| 21. Hyundai Sonata‎ продано: 508,944 автомобілів                        |      |
| 22. Hyundai Tucson/ix35 продано: 494,453 автомобілів                   |      |
| 23. Honda Accord продано: 485,080 автомобілів                          |      |
| 24. Volkswagen Gol/Voyage продано: 482,594 автомобілів                 |      |
| 25. Kia Rio/Pride/K2 продано: 480,060 автомобілів                      |      |